# Tommy Stenersen
Tommy Stenersen (Bodø, 23 novembre 1976) è un ex calciatore norvegese, di ruolo centrocampista.

## Carriera

### Club
Stenersen iniziò la carriera nel Vind. Passò poi allo Stabæk, per cui debuttò nella Tippeligaen il 30 luglio 1995: subentrò infatti a Geir Bakke nel successo per tre a uno sullo HamKam.
Rimase in squadra fino al 2005, quando fu ceduto in prestito al Vålerenga. Esordì con questa maglia il 13 settembre 2005, sostituendo Morten Berre nel successo per quattro a zero in casa del Fredrikstad. Giocò solo un'altra partita di campionato con questa squadra, ma diede comunque il suo contributo per la vittoria della Tippeligaen 2005.
Terminato il prestito, tornò allo Stabæk. Lasciò nuovamente la squadra, con la medesima formula, nel 2008: passò infatti al Sandefjord. Vestì per la prima volta la maglia del club il 6 aprile, schierato titolare nella sconfitta per due a uno contro l'Odd Grenland. Il 6 luglio siglò l'unica rete in campionato per la squadra, sancendo su calcio di rigore il definitivo due a zero sul Løv-Ham. Fu poi richiamato dal prestito dallo Stabæk.
Al termine della stagione, passò al Manglerud Star a titolo definitivo.

### Nazionale
Stenersen giocò 9 partite per la Norvegia under 21. Debuttò il 31 agosto 1996, nel pareggio per uno a uno contro la Francia under 21.

## Palmarès

### Giocatore

#### Club

##### Competizioni nazionali
- Coppa di Norvegia: 1

Stabæk: 1998
- Campionato norvegese: 1

Vålerenga: 2005